# Distretto di Madurai
Il distretto di Madurai è un distretto del Tamil Nadu, in India, di 2 562 279 abitanti. Il suo capoluogo è Madurai.